# ضربات ريف دمشق الجوية مايو 2013
ضربات جوية على ريف دمشق مايو 2013 كانت سلسلة من الهجمات الجوية على أهداف في سوريا في 3 و5 مايو 2013. وكان الهجوم الذي وقع في 3 مايو على أهداف في مطار دمشق الدولي. وكانت هجمات 5 مايو على أهداف في مناطق جمرايا و‌الديماس و‌ميسلون في ريف دمشق. على الرغم من أن إسرائيل لم تؤكد أو تنفي رسمياً تورطها، افترض المدير السابق للموساد داني ياتوم وعضو الحكومة السابق تساحي هنغبي دور إسرائيل وراء الهجوم. المصادر الرسمية السورية نفت أي هجوم على أراضيها في 3 مايو، ولكنها اتهمت إسرائيل بالوقوف وراء أحداث 5 مايو.

## الخط الزمني
في وقت مبكر من 3 مايو 2013 هاجمت عدة طائرات مجهولة الهوية مستودع في مطار دمشق الدولي تضمن صواريخ أرض-أرض متقدمة يزعم أنه قد تم نقلها من إيران والتي ربما كانت متجهة لحزب الله في لبنان. ويعتقد أن المستودع كان يسيطر عليه حزب الله وفيلق القدس الإيراني. قال مسؤول أمريكي مجهول أن الصواريخ كانت من طراز فاتح 110 وقال اثنين من المحللين العسكريين الإسرائييلن أنها تشمل صواريخ سكود دي. أظهرت صور الأقمار الصناعية أنه تم تدمير مرفقين على الجانبين المقابلين للمطار.
في الساعات الأولى من 5 مايو كان هناك مزيد من الضربات الجوية في سوريا. وقالت سانا، وكالة الأنباء السورية الرسمية، أنه كان هناك ضربات في ثلاثة مواقع: شمال شرق جمرايا؛ قاعدة الديماس جوية؛ وفي ميسلون على الحدود مع لبنان. وألمحت سوريا إلى أنها تعرضت لهجوم بالصواريخ.

## أهداف الهجوم
أظهرت صور وزعتها سانا وفيديو عرض على المنار، وهي محطة تلفزيون لبنانية تابعة لحزب الله، مباني دمرت خلال الهجوم على الجانب الغربي من جبل قاسيون في الهامة، قرب جمرايا، في مزرعة للدجاج على ما يبدو. حدد تحليل لستوريفول الموقع، الذي كان على بعد ميلين من مرفق مركز الدراسات والبحوث العلمية السورية في جمرايا حيث دمرت ضربة جوية وقعت في 31 يناير 2013 قافلة في موقف للسيارات. الموقع هو عند 33°33′49.3″N 36°15′1″E / 33.563694°N 36.25028°E. وحددت ستوريفول هذا الموقع على أنه موقع الانفجار الأكبر في منطقة جمرايا وقاسيون في تلك الليلة. وقالت المنار أن مرفق مركز الدراسات والبحوث العلمية السورية لم يصب في هذه المناسبة وقال ستوريفول أيضًا أنه لم يكن هناك دليل لضربة في مرفق مركز الدرسات والبحوث العملية السورية.
قال مسؤولون سوريون أن مطار شراعي في منطقة الديماس بدمشق أصيب أيضًا. وأظهرت لقطات تلفزيونية للمنار أطلال حرق مستودع للذخيرة مزعوم في المنطقة.
قال المرصد السوري لحقوق الإنسان أن الغارات الجوية قتلت ما لا يقل عن 42 جندياً و 100 آخر في عداد المفقودين. وذكرت مصادر معارضة أخرى أن عدد القتلى 300. وقال طبيب في مستشفى تشرين العسكري في شمال دمشق أن 100 جندي لقوا مصرعهم في الهجوم.

## ردود الفعل
- تركيا – علق رئيس الوزراء التركي رجب طيب أردوغان أن مهاجمة بلدان أخرى أمر «غير مقبول».[1]
- إيران – حذر وزير الخارجية الإيراني، على أكبر صالحي، من عواقب وخيمة للشرق الأوسط في حال سقوط حكومة الأسد.[13]
- لبنان – أشار رئيس لبنان، ميشال سليمان أن إطلاق الأسلحة على الدول الأخرى ذات السيادة خرق القانون الدولي.[6][14]
- سوريا – في 7 مايو، وصف الرئيس السوري بشار الأسد أفعال إسرائيل بأنها «عمل إرهابي».[13] وأضاف الأسد أن الضربات الجوية «كشفت عن مدى» المشاركة الإسرائيلية والغربية في الحرب الأهلية الجارية. وقال الأسد أيضًا أن الشعب السوري والجيش على استعداد لمواجهة المشاريع الإسرائيلية، وغيرها، التي تستهدف سوريا.
- الأمم المتحدة – أعرب الأمين العام للأمم المتحدة بان كي مون عن «قلقه الشديد» إزاء الضربات الجوية ودعا إلى ضبط النفس لتجنب تصعيد في الحرب الأهلية السورية.[15]
- الولايات المتحدة – رئيس الولايات المتحدة باراك أوباما لم يعلق على الضربات الجوية، ولكن ذكر «الإسرائيليين، لهم مبرر، وينبغي أن يحتاطوا من نقل الأسلحة المتطورة إلى المنظمات الإرهابية مثل حزب الله».[16]
- المملكة المتحدة – علق وزير الخارجية البريطاني ويليام هيغ بأن «يجب على جميع البلدان أن تهتم بأمنها القومي، بطبيعة الحال، وهي قادرة على اتخاذ إجراءات لحماية أمنها القومي» وقال أن إسرائيل لديها الحق في الدفاع عن نفسها.[17]
- إسرائيل – أوضح السياسي الإسرائيلي تساحي هنغبي أن أي عمل كان ضد حزب الله، لا ضد حكومة الرئيس الأسد، دون الاعتراف صراحة بأن إسرائيل هي من نفذت الضربات.[11]
- مصر – أشار رئيس مصر محمد مرسي لإسرائيل أن مهاجمة بلدان أخرى من شأنه «زيادة التعقيدات».[18]
- روسيا - أعربت روسيا عن «قلقها العميق» إزاء الهجوم وحذرت من إنشاء سيرك إعلامي مناهض لسوريا.[19]